# جيرار بوير
جيرار بوير (بالفرنسية: Gérard Boyer)‏ هو مجدف فرنسي، ولد في 12 أغسطس 1951.

## وصلات خارجية
- جيرار بوير على موقع الاتحاد الدولي للتجديف (الإنجليزية)
- جيرار بوير على موقع اللجنة الأولمبية الدولية (الإنجليزية)
- جيرار بوير على موقع أوليمبيديا (الإنجليزية)